# Marta Rădulescu
Marta D. Rădulescu (n. 24 aprilie 1912, Pitești, România – d. 1959) a fost o poetă, jurnalistă și romancieră română, cunoscută pentru lucrările ei autoficționale. 

## Biografie
Marta Rădulescu s-a născut la Pitești. Tatăl ei, Dan Rădulescu, a fost chimist și apoi profesor la Universitatea din Cluj. Sub pseudonimul Justus, el a scris și opere literare. Marta Rădulescu a absolvit învățământul secundar la Liceul Regina Maria din Cluj.

## Activitate
Prima ei lucrarea publicată, Vorbind cu luna, a apărut în 1929. Prima ei carte, o colecție de schițe denumită Clasa VII A a fost publicată în 1931; tot atunci a apărut și Mărgele de măceș - povestiri și versete de sărbătoare pe care criticii le-au considerat mediocre. Din mai multe scrieri pe care le-a publicat, Clasa VII A a fost cel mai bine vândută, trecând prin trei ediții succesive la Adevărul din București. Potrivit prozatorului Pavel Dan, nu a fost „o carte bună”, ci „promițătoare”. Povestirile au fost, de asemenea, în centrul unui scandal care o implica atât pe scriitoare, cât și pe tatăl ei. Unii au descoperit că lucrarea este un act dezastruos de răzbunare, întrucât satiriza oameni care trăiau la vremea respectivă, folosindu-le numele reale. Răspunzând acestor afirmații în Societatea de mâine, Ion Clopoțel a susținut că Clasa a VII-a era mai degrabă un apel pentru „îmbunătățire”, un protest împotriva lipsei naturii a unor cursuri predate și împotriva unor atitudini dezangajate deliberate.
Marta Rădulescu a fost adeptă a Mișcării legionare, fiind una dintre principalii propagatori ai conspirațiilor antisemite.